# چینچییا د منته-آراگن
چینچیا د مونته-آراگون دهستانی در استان آلباستهٔ اسپانیا است.
در این دهستان ۳۳۷۵ نفر زندگی می‌کنند. مساحت این دهستان ۶۸۰٫۵۲ کیلومتر مربع است.

## نگارخانه

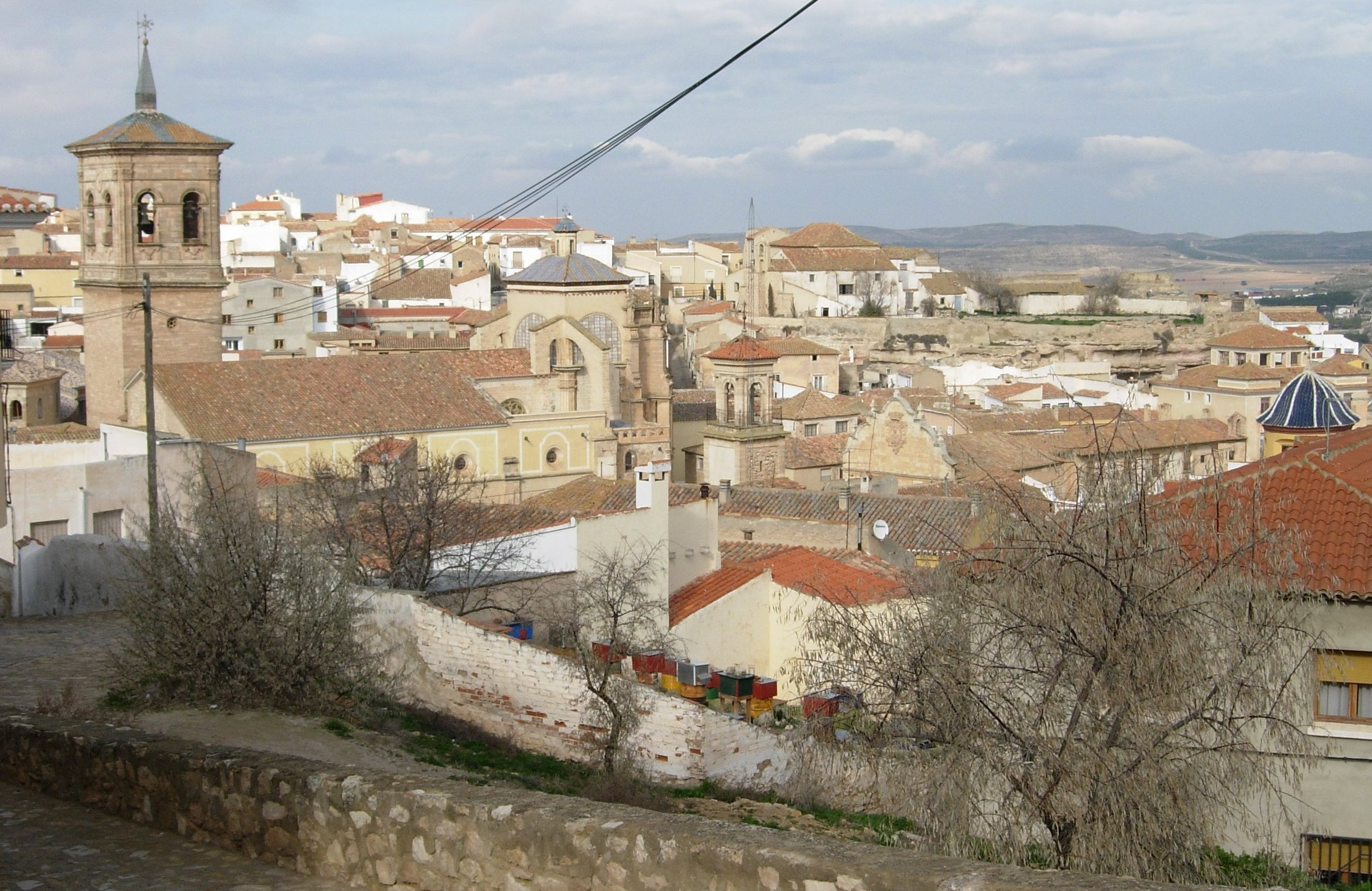
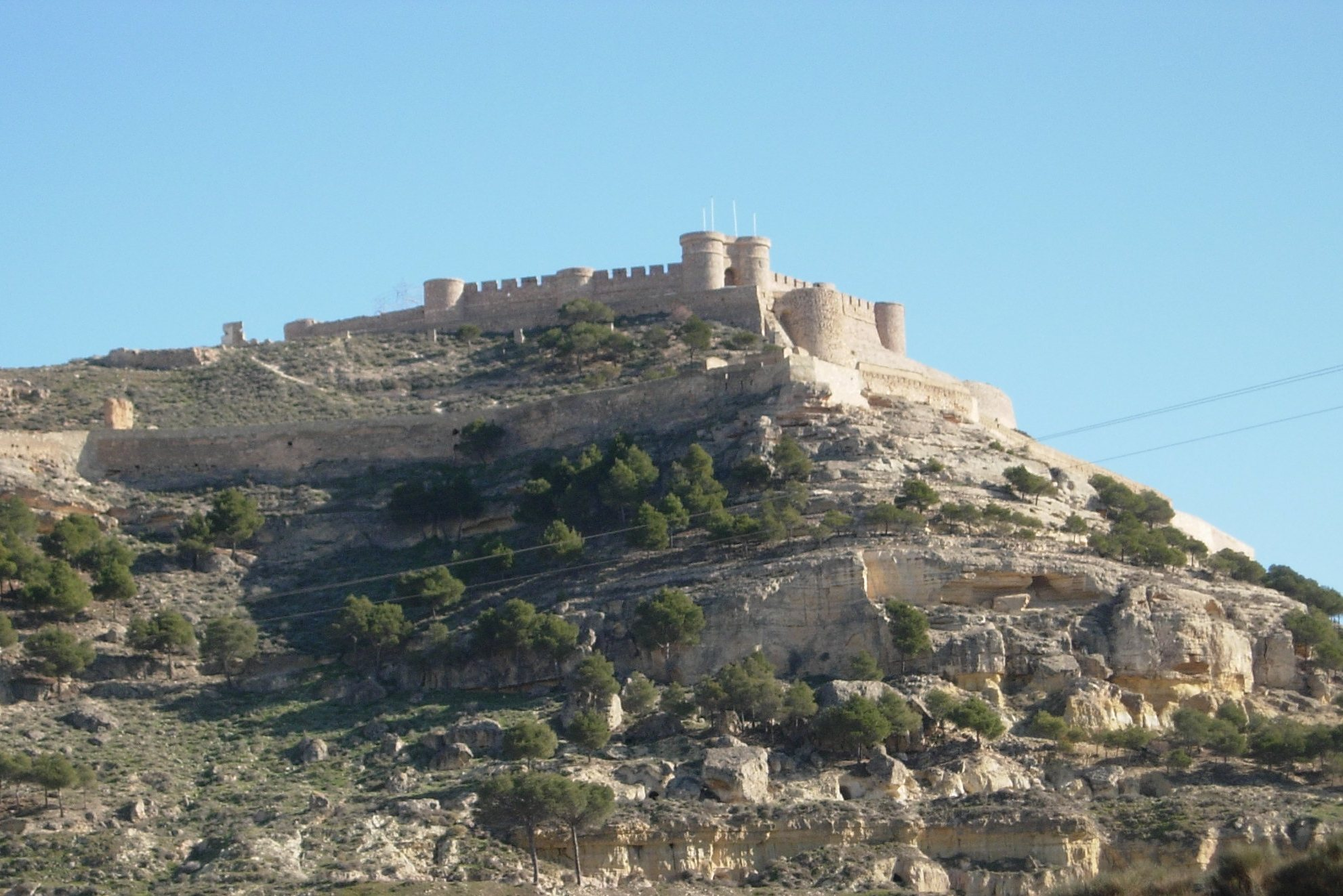
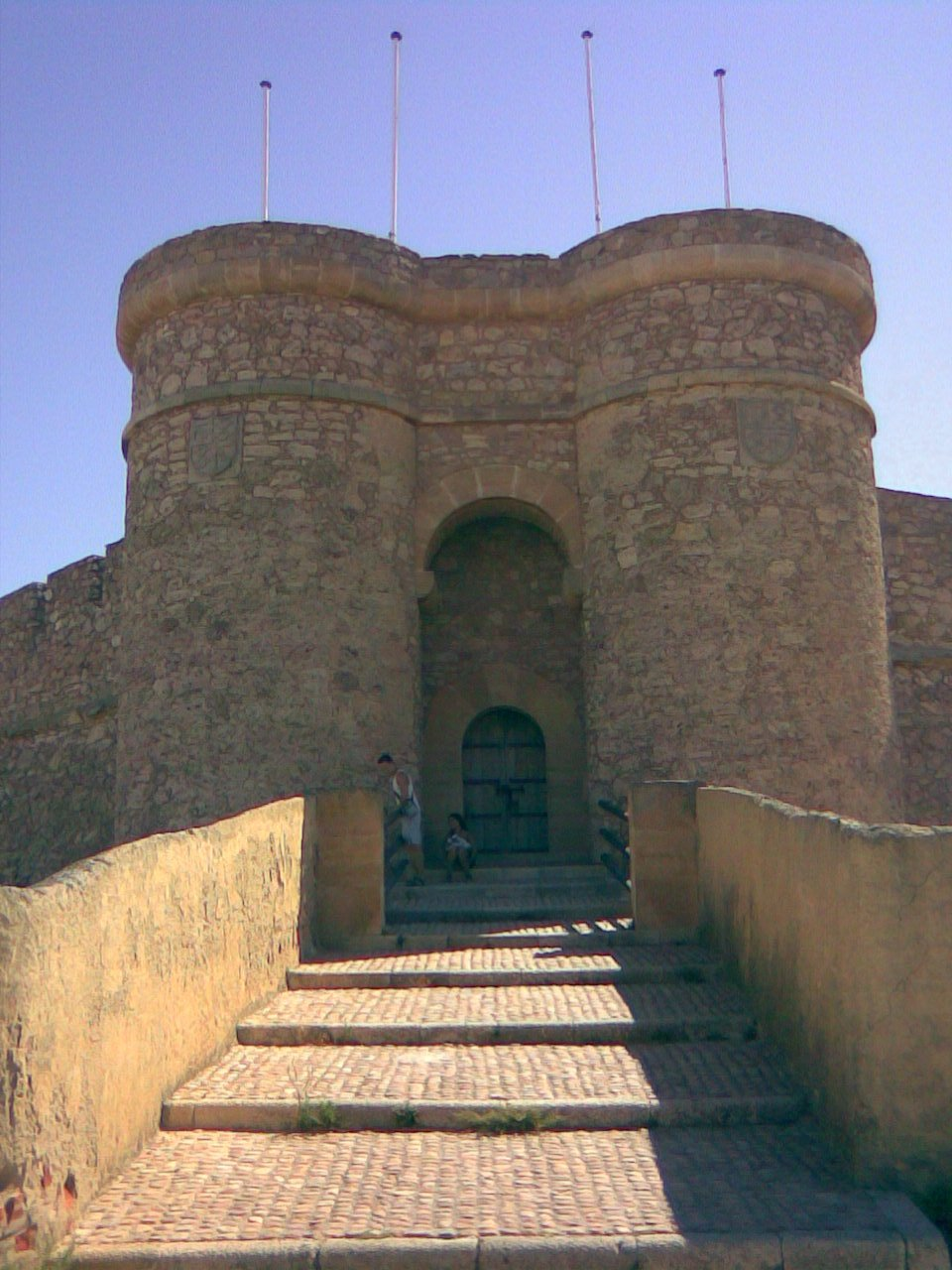
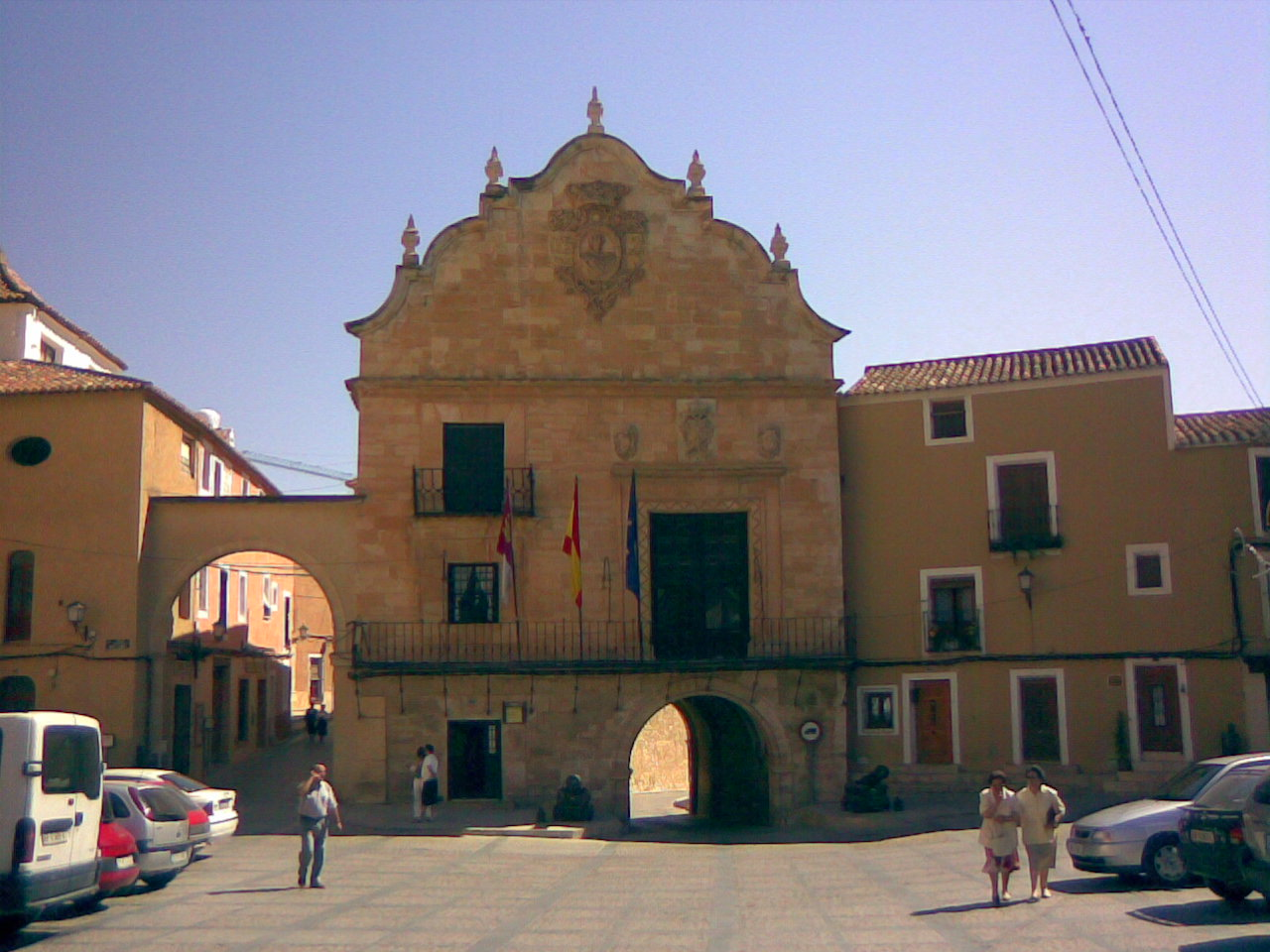
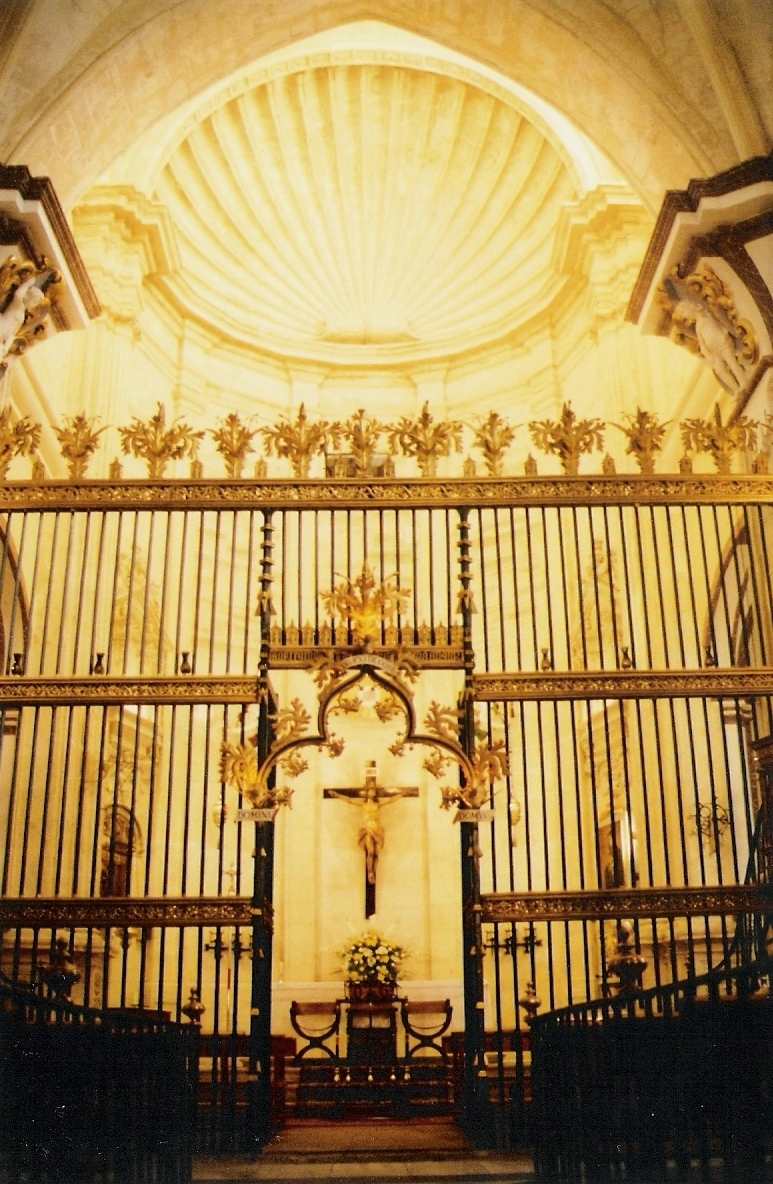
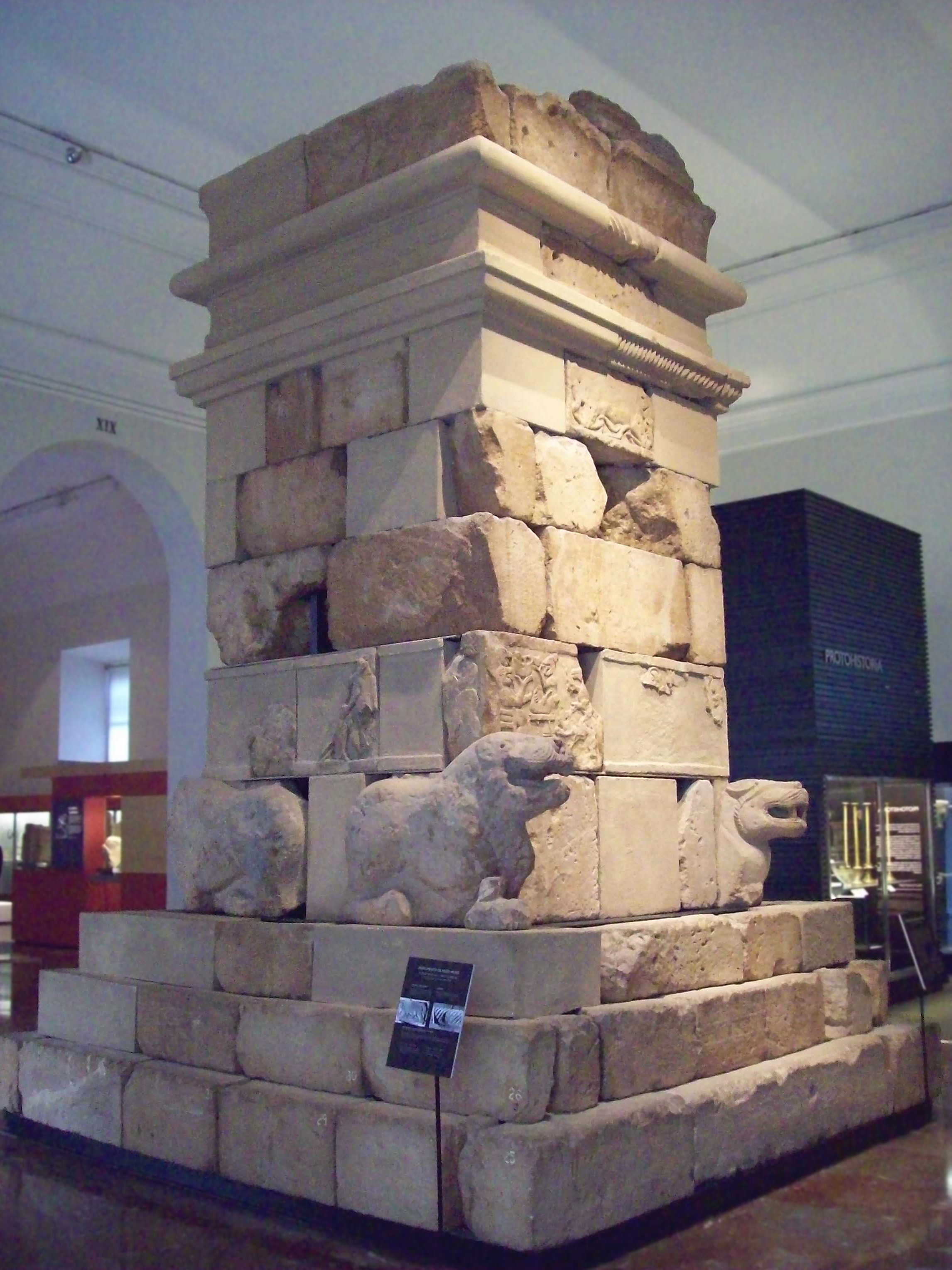
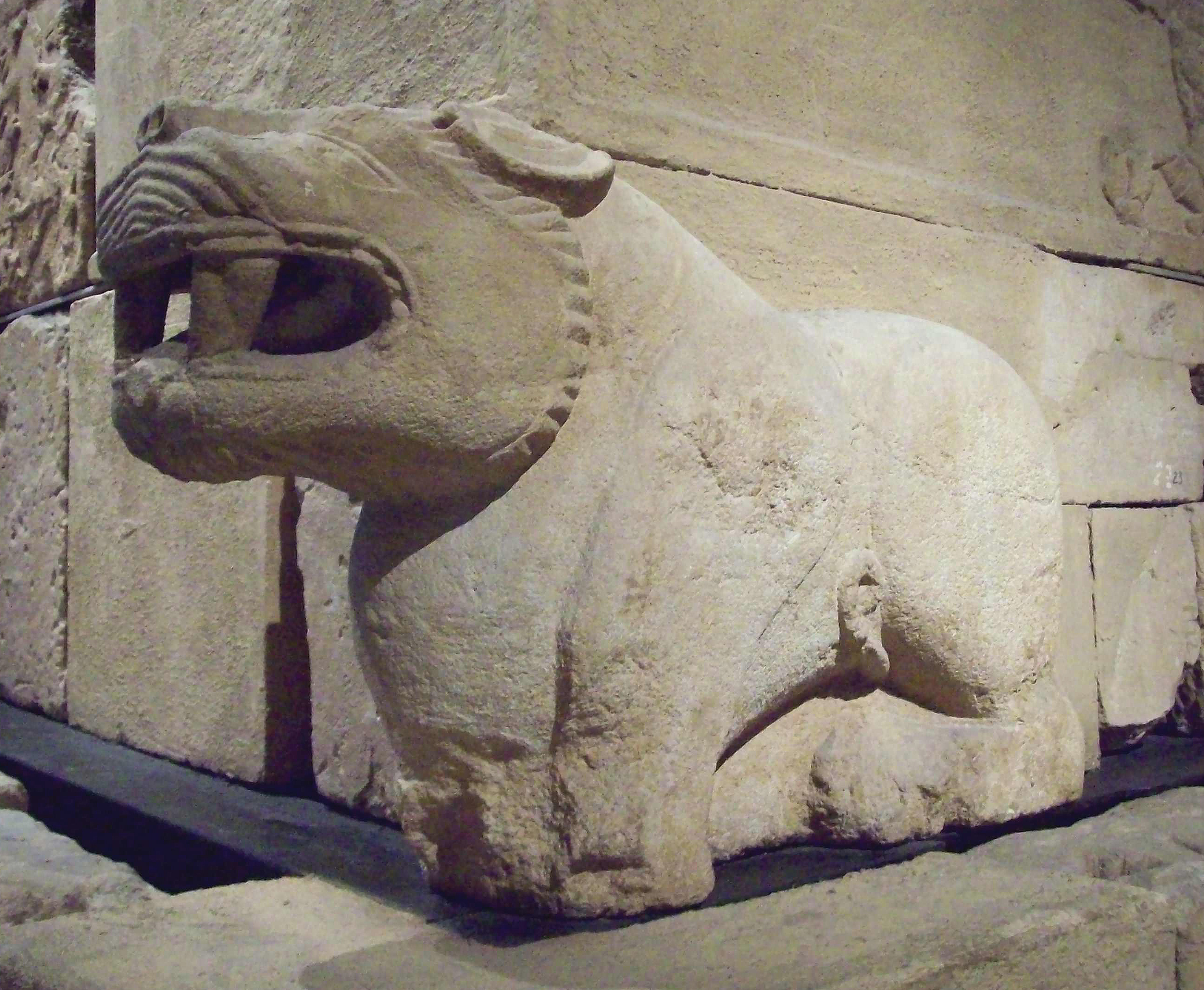
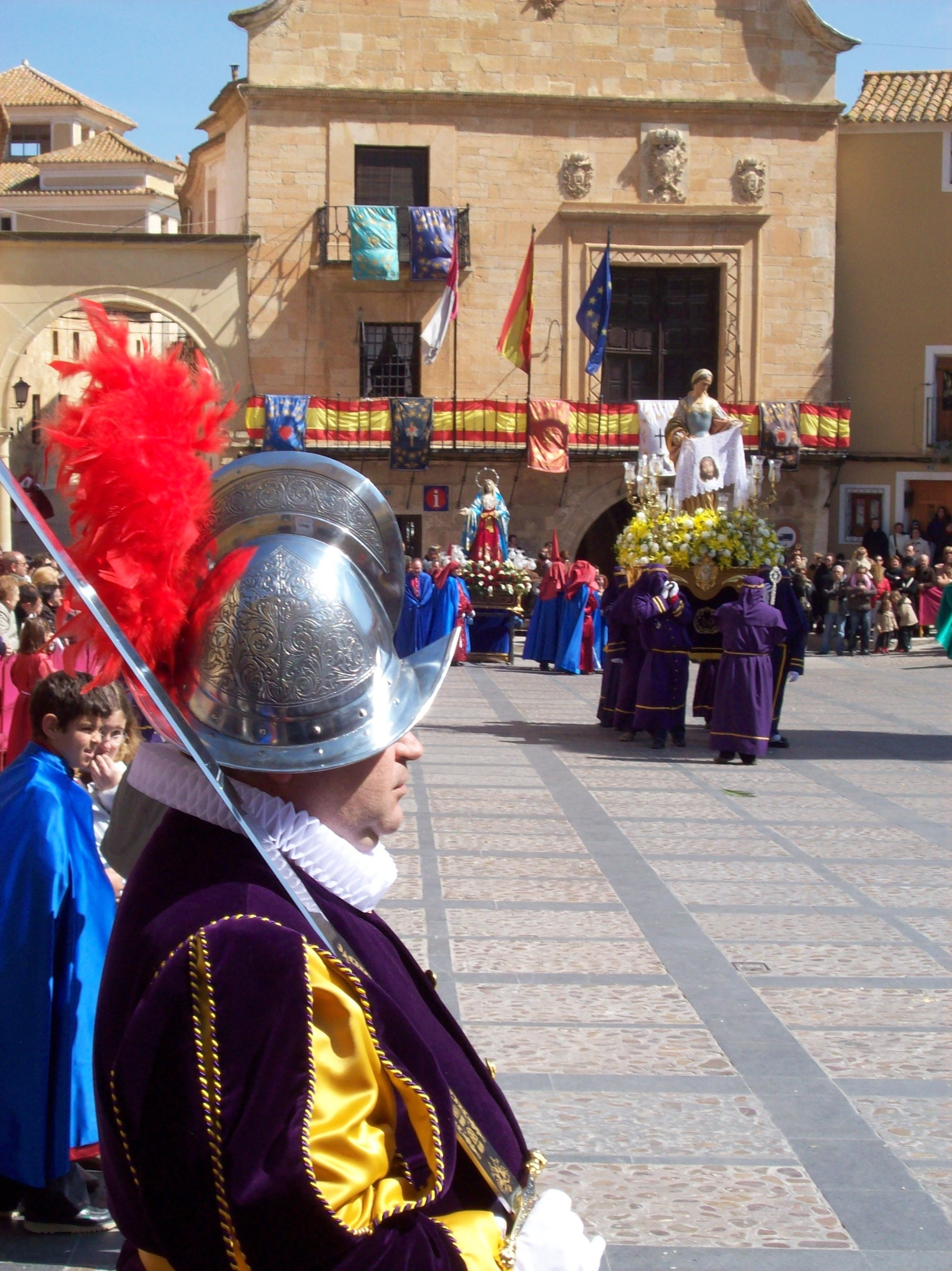
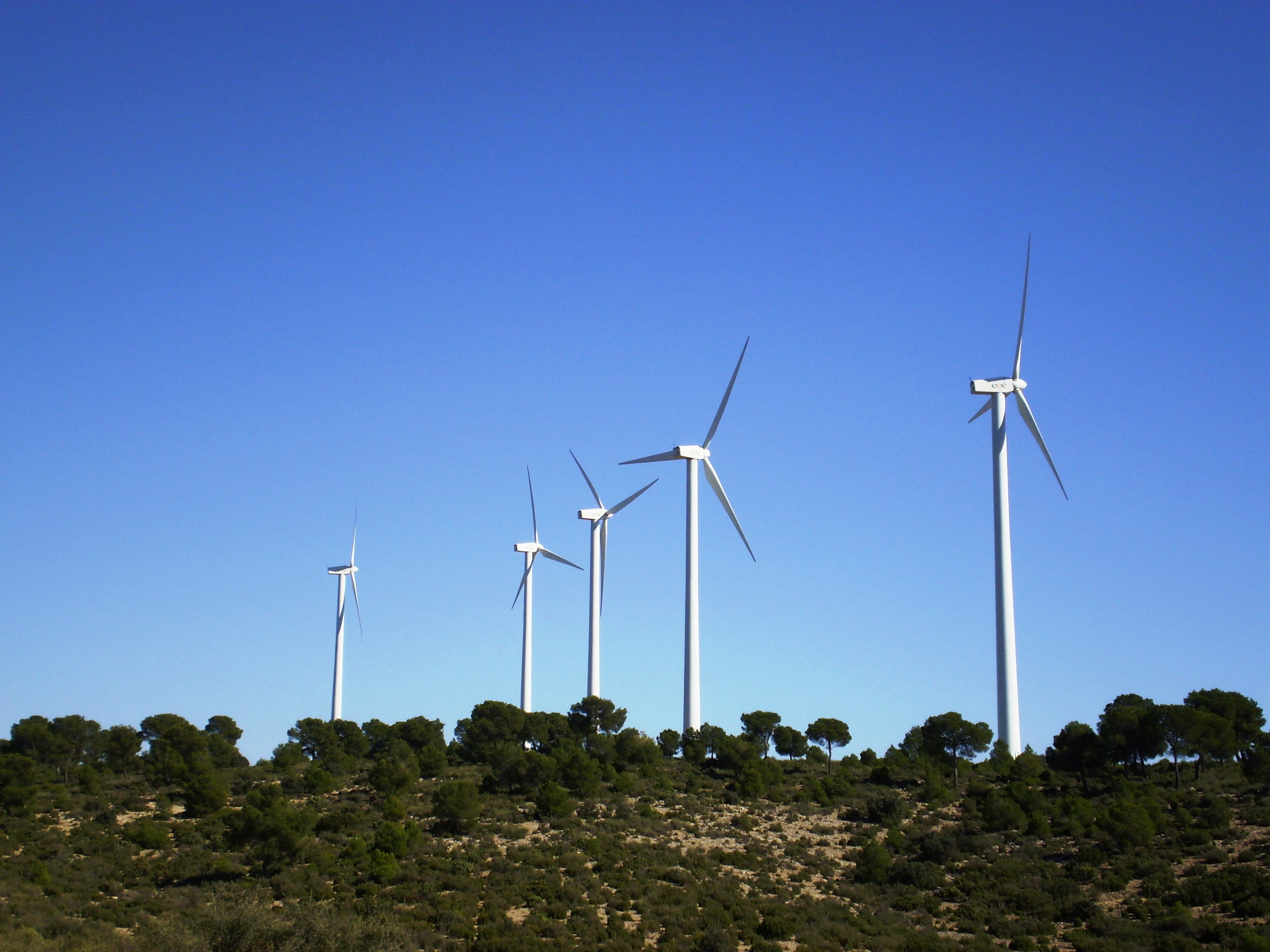